# Josef Mayworm
Josef Mayworm (* 22. Mai 1877 in Attendorn; † 20. Februar 1953 ebenda) war ein sozialdemokratischer Politiker. Er war einer der Gründer der Sozialdemokratie im kurkölnischen Sauerland.

## Leben und Wirken
Mayworm war Dreher und gehörte 1896 zu den Mitbegründern des SPD-Ortsvereins in Attendorn. Er wurde zum Vorsitzenden gewählt. Aus dem Ortsverein ging die Wahlkreisorganisation für den Reichstagswahlkreis Arnsberg-Meschede-Olpe hervor. Diese war lange Zeit personell eng mit dem Attendorner Ortsverein verflochten. Im Jahr 1904 wechselten Wahlkreisorganisation und Unterbezirk der Partei für das Sauerland nach Neheim, kehrten aber 1907 wieder nach Attendorn zurück. Mayworm wurde ihr Vorsitzender. Im Jahr 1912 kandidierte Mayworm erstmals als Stadtverordneter und unterlag.
Während der Novemberrevolution 1918/19 war Mayworm Vorsitzender des örtlichen Arbeiter- und Soldatenrates. Zu Beginn der Weimarer Republik gehörte Mayworm zu den treibenden Kräften der sozialdemokratischen Tageszeitung für das Sauerland Volkswacht. Er war auch Mitbegründer des Reichsbanners Schwarz-Rot-Gold in Attendorn. Auch in den freien Gewerkschaften war er aktiv. Ab 1919 war Mayworm auch Stadtverordneter und stellvertretender Stadtverordnetenvorsteher.
In den Jahren 1930 bis 1943 arbeitete Mayworm als Lagerarbeiter. Außerdem war er bis zur Schließung 1935 Verkaufsleiter des sozialdemokratisch orientierten Konsumvereins Plettenberg.
Nach dem Beginn der nationalsozialistischen Herrschaft verlor Mayworm seine Mandate und wurde wegen „Beleidigung des Reichskanzlers“ kurze Zeit verhaftet. Im August bis September 1933 war er erneut wegen der „Beleidigung von SA und Stahlhelm“ inhaftiert. Im Jahr 1944 wurde Mayworm erneut im Rahmen der Aktion Gitter verhaftet.
In den Jahren 1945 und 1947 war er erneut Vorsitzender des SPD-Ortsvereins Attendorn. Außerdem war Mayworm in der unmittelbaren Nachkriegszeit Beigeordneter. Im Jahr 1946 wurde er Bürgermeister, verlor das Amt aber bereits nach der Kommunalwahl am 9. Oktober 1946 an Robert Schmidt.
Mayworm war 1946 Mitglied des Provinzialrates für Westfalen und 1946 und 1947 Mitglied des ernannten Landtages von Nordrhein-Westfalen.